# Berthe Davelaar
Gijsbertha Elisabeth (Berthe) Davelaar (Alphen aan den Rijn, 16 juli 1918 - Amsterdam, 12 januari 2009) was een Nederlands pianist, die af en toe ook optrad als klavecinist.
Ze was dochter van banketbakker Rudolf Davelaar en Alberdina Hillechiena Ploeger. Ze woonde langere tijd in Haarlem en Amsterdam. Zelf bleef ze ongetrouwd. Haar archiefkaart van de gemeente Amsterdam meldt "Conservatorium".
Ze was vooral bekend als muziekpedagoog. Zo leidde ze dirigent Frank Hilberink (Vocaal Ensemble Intermezzo) en organist Ben van Oosten op. Zelf kreeg ze les aan de Muziekschool van de Maatschappij tot Bevordering der Toonkunst aan de Haarlemmer Nieuw Gracht van Piet Vincent, een school waar ze zelf ook lerares werd. Haar actieve periode liep van de jaren veertig tot in de jaren zestig. In 1936 haalde het Staatsexamen Muziek Lager Onderwijs; in 1940 Middelbaar Onderwijs Orgel. Ze voerde toen nog de naam Mej. Bertje Davelaar met recitals waaronder meerdere in het Frans Hals Museum (1948). Zeker in haar beginjaren was ze wel op de radio te beluisteren.
Ze bracht het in 1955 tot de uitvoering van de Symfonische variaties van César Franck begeleid door de Haarlemse Orkest Vereniging onder leiding van Marinus Adam; echter wel weer voor de muziekschool, dan 125 jaar oud. Een jaar later speelde ze met Leendert Huges en Hans Osieck het Concert voor drie piano’s van Wolfgang Amadeus Mozart met dezelfde combinatie (dan inmiddels Noordhollands Philharmonisch Orkest); op dezelfde avond speelden de drie solisten een werk voor drie piano’s van Osieck zelf.